# Піві сивий
Пі́ві сивий (Contopus fumigatus) — вид горобцеподібних птахів родини тиранових (Tyrannidae). Мешкає в Андах та на Гвіанському нагір'ї.

## Опис

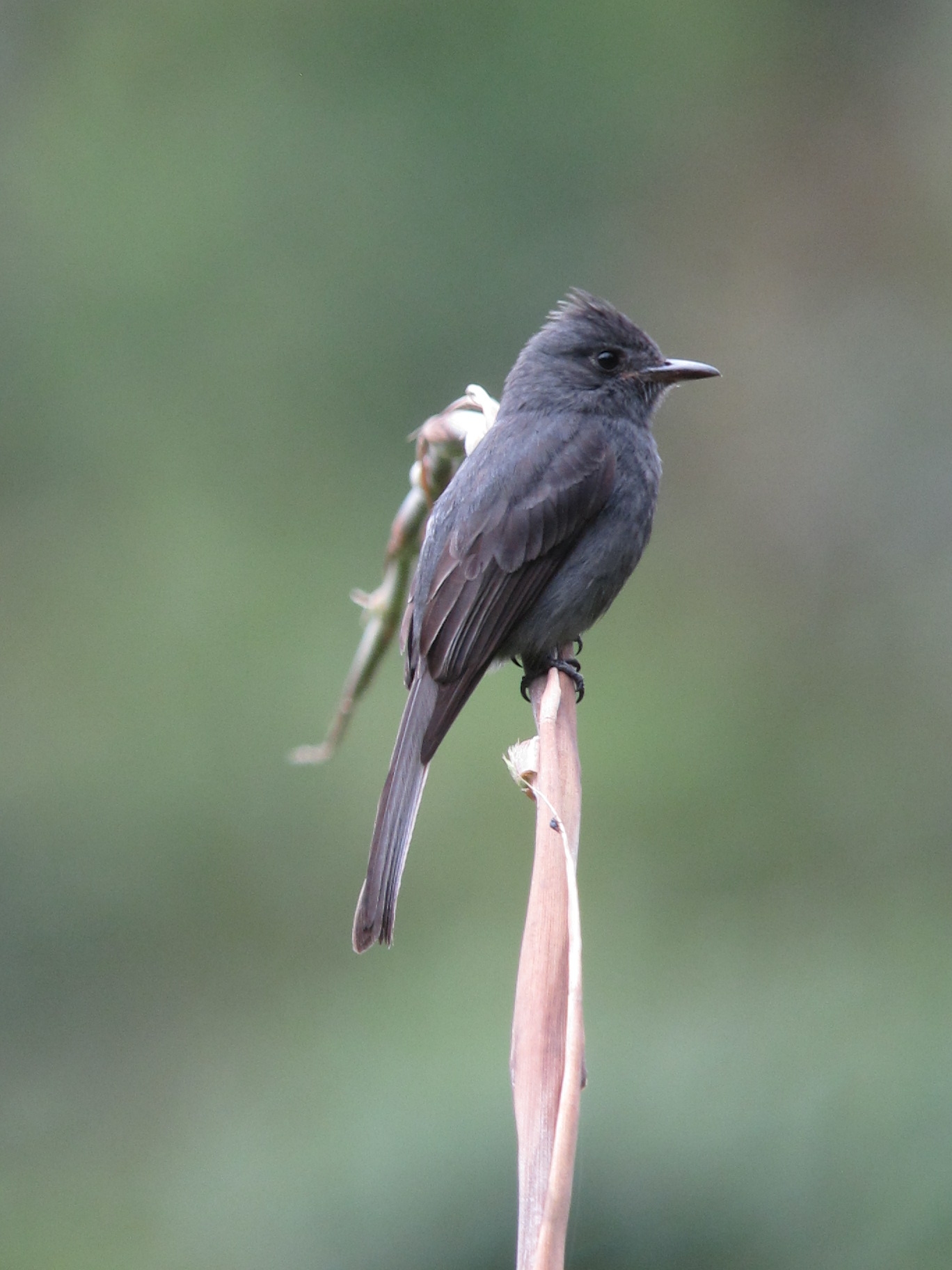
Сивий піві

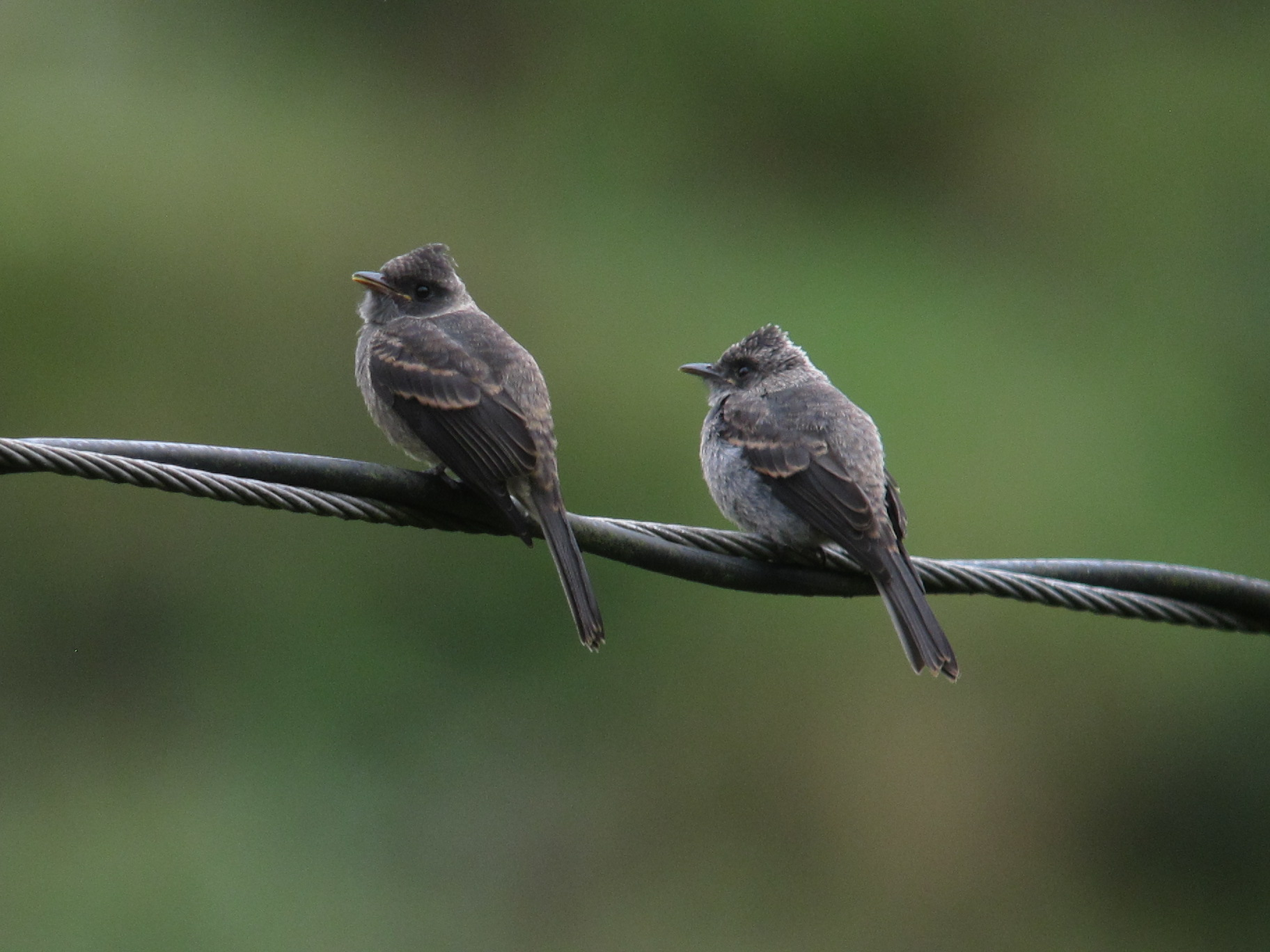
Пара молодих сивих піві

Довжина птаха становить 16-17 см, вага 18-20 г. Виду не притаманний статевий диморфізм. Забарвлення переважно темно-сіре, верхня частина тіла і кінчики крил мають оливковий або коричнюватий відтінок, нижня частина тіла дещо світліша. Тім'я темно-сіре, на тімені помітний чуб. На крилах є дві нечіткі, малопомітні світлі смуги. Гузка жовтувато-біла. У представників північних підвидів забарвлення тьмяніше і сіріше, ніж у південних. Молоді птахи мають дещо світліше, коричнювате забарвлення, крила і живіт у них мають охристий відтінок.

## Підвиди
Виділяють шість підвидів:
- C. f. ardosiacus (Lafresnaye, 1844) — Колумбійські Анди, гори Сьєрра-де-Періха (північно-східна Колумбія і північно-західна Венесуела), Кордильєра-де-Мерида (західна Венесуела), Анди в Еквадорі і Перу (на південь до Куско);
- C. f. cineraceus (Lafresnaye, 1848) — Прибережний хребет (північна Венесуела);
- C. f. duidae (Chapman, 1929) — тепуї на півдні Венесуели (північний і центральний Амасонас, Болівар) та в сусідніх районах західної Гаяни і північної Бразилії (Рорайма);
- C. f. zarumae (Chapman, 1924) — Західний хребет Анд на південному заході Колумбії (Нариньйо), в Еквадорі і Перу (на південь до Кахамарки);
- C. f. fumigatus (d'Orbigny & Lafresnaye, 1837) — Анди на південному сході Перу (Пуно) та на заході Болівії (на південь до Кочабамби);
- C. f. brachyrhynchus Cabanis, 1883 — Анди на південному сході Болівії та на північному заході Аргентині (на південь до Тукуману).

## Поширення і екологія
Сиві піві мешкають в Колумбії, Венесуелі, Еквадорі, Перу, Болівії, Аргентині, Гаяні і Бразилії. Вони живуть в середньому ярусі вологих гірських і рівнинних тропічних лісів, на узліссях і галявинах. Зустрічаються на висоті від 500 до 2800 м над рівнем моря, переважно на висоті від 800 до 2600 м над рівнем моря. Живляться переважно комахами, яких ловлять в польоті. Гніздо чашоподібне, робиться з моху і лишайників, розміщується на високо розташованих горизонтальних гілках. У кладці від 2 до 4 білих яйця, поцяткованих коричневими і пурпуровими плямками. Інкубаційний період триває 16 днів, пташенята покидають гніздо через 21 день після вилуплення.